# Escàs
Escàs è un villaggio di Andorra, nella parrocchia di La Massana con 74 abitanti (dato 2010) .